# Lester Flatt
Lester Raymond Flatt (19. června 1914 Overton County - 11. května 1979 Nashville) byl americký bluegrassový zpěvák, kytarista a mandolinista, známý především svým vystupováním s bendžistou Earlem Scruggsem (Flatt & Scruggs, with The Foggy Mountain Boys).
Ve 40. letech byli Flatt i Scruggs členy doprovodné skupiny Blue Grass Boys zpěváka Billa Monroea. V roce 1948 oba od Monroea odešli a založili spolu skupinu The Foggy Mountain Boys. Jejich spolupráce trvala do roku 1969. Tato skupina za dobu své existence natočila 27 alb a řadu singlů. Po odchodu Scruggse založil Lester Flatt novou skupinu Nashville Grass, do které přešla řada hudebníků z Foggy Mountain Boys. S touto skupinou vystupoval a nahrával až do své smrti v roce 1979.
Lester Flatt byl v roce 1985, spolu se Scruggsem, posmrtně uveden do Country Music Hall of Fame (česky Síň slávy country hudby).